# Stromer von Reichenbach

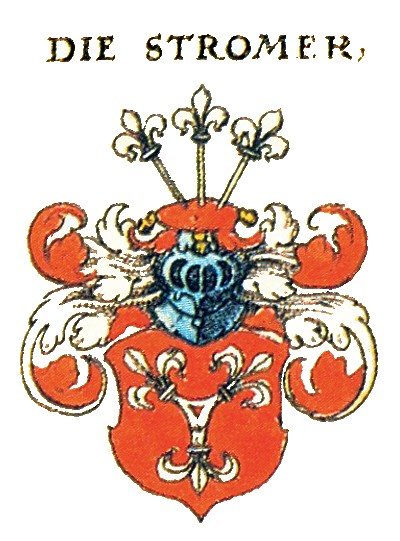
Das Wappen der Stromer

Die Stromer von Reichenbach sind eine der ältesten Patrizierfamilien der Reichsstadt Nürnberg, erstmals urkundlich erwähnt im Jahr 1254. Die Stromer waren seit Beginn der Überlieferung 1318, mit längeren Unterbrechungen im 16. und 17. Jahrhundert, bis zum Ende der reichsstädtischen Zeit im Jahre 1806 im Inneren Rat vertreten und gehörten nach dem Tanzstatut zu den zwanzig alten ratsfähigen Geschlechtern.
Familiensitz ist seit 1754 bis heute das Schloss Grünsberg, welches ursprünglich von den Paumgartnern stammt und durch Heirat über die Haller an die Stromer kam.

## Geschichte
Der Ursprung der Stromer (im Mittelalter auch Strohmeyer, Stromeir, Stromair, Stromeyr oder Stromayr) ist im Umfeld der staufischen Reichsministerialenfamilie der Kammerstein-Reichenbach-Schwabach zu suchen (so erstmals Ulman Stromer in seiner Familienchronik). Die moderne Forschung (Fleischmann) geht davon aus, dass die Stromer als Amtsleute der Herren von Kammerstein auf der nahe Schwabach gelegenen Burg Reichenbach saßen. Der um 1240 (sicher erst 1254) in Nürnberg als Zeuge bei Rechtsgeschäften auftretende Stammvater Conrat (oder Cunradus) Stromeier nannte sich Stromeier von Schwabach. Durch ihre Zulassung in den Inneren Rat, schon seit Beginn der Aufzeichnungen 1318, gehörte das Geschlecht früh zum regierenden Nürnberger Patriziat. Meist war das Geschlecht doppelt im Inneren Rat vertreten.
Verwandtschaftliche Verhältnisse zu den Waldstromer von Reichelsdorf und den Stromer von Auerbach (die im 15. Jahrhundert in Auerbach in der Oberpfalz erscheinen) sind nicht zufriedenstellend geklärt.
Mit der Gruber-Podmer-Stromerschen Handelsgesellschaft spielten die Stromer eine zentrale Rolle im Nürnberger Handel des 14. und 15. Jahrhunderts, einem der größten und bedeutendsten Wirtschaftsunternehmen dieser Zeit. Gehandelt wurde das typische Warensortiment des Spätmittelalters (Gewürze, Textilien, Metalle, Metallwaren). Das Handelsnetz ging quer durch Europa, von Barcelona bis Riga und Asow, von Neapel bis Kopenhagen und London. Zum Fernhandel kamen der Eisenerzbergbau in der Oberpfalz, die Kupfergewinnung in Böhmen (Kuttenberg) und in der oberungarischen Slowakei (Neusohl), Finanzgeschäfte und Betriebe zur Herstellung von Papier und Metallerzeugnissen. Hierdurch hatten die Stromer auch Einfluss auf die Produktion von Hieb-, Stich- und Schusswaffen. Angeschlossen waren Berg-, Hütten- und Eisenhammerwerke, zu deren nachhaltiger Holzversorgung Peter Stromer bereits 1368 im Lorenzer Reichswald planmäßige Aufforstungen vornahm. Mitgesellschafter oder Handelspartner waren die Groß, Mendel und Pfinzing. Dieser Kreis erweiterte sich um 1400 um die aus dem Raum Lauingen nach Nürnberg gekommenen Handelsfamilien Pirckheimer, Imhoff, Aislinger und Gruber.
Eine besonders angesehene Linie der Familie nannte sich im 14./15. Jahrhundert nach ihrem Stammhaus „zur goldenen Rose“ (an der Stelle des späteren Welserhofs). Ab dem späten 16. Jahrhundert, als viele Patrizierfamilien nach dem Vorbild des Adels ihre Familiennamen um Ortsbezeichnungen erweiterten, nannten sich die Stromer nach ihrem überlieferten Herkunftsort von Reichenbach. 1697 wurde der Zusatz zum Adelstitel, als den Nürnberger Patriziern der Titel Edler gestattet wurde.
In dieser Zeit sind auch immer wieder enge Kontakte der Familie zu römischen Kaisern (v. a. Karl IV.) und hohen Reichsfürsten (Ruprecht II. von der Pfalz) nachzuweisen. Ulman I. Stromer (1329–1407) war eng verbunden mit dem pfälzischen Wittelsbacher Kurfürsten Ruprecht II. und seine finanzielle Unterstützung trug 1400 zum Sturz von König Wenzel (1376–1400) und zur Wahl von Ruprechts II. Sohn Ruprecht III. zum römisch-deutschen König (1400–1410) bei. König Ruprecht war anlässlich von Aufenthalten auf der Nürnberger Kaiserburg zu Gast bei Ulman Stromer und 1401 stand dessen Gemahlin, Königin Elisabeth, geborene Burggräfin von Hohenzollern-Nürnberg, Patin für eine Enkelin Ulmans.

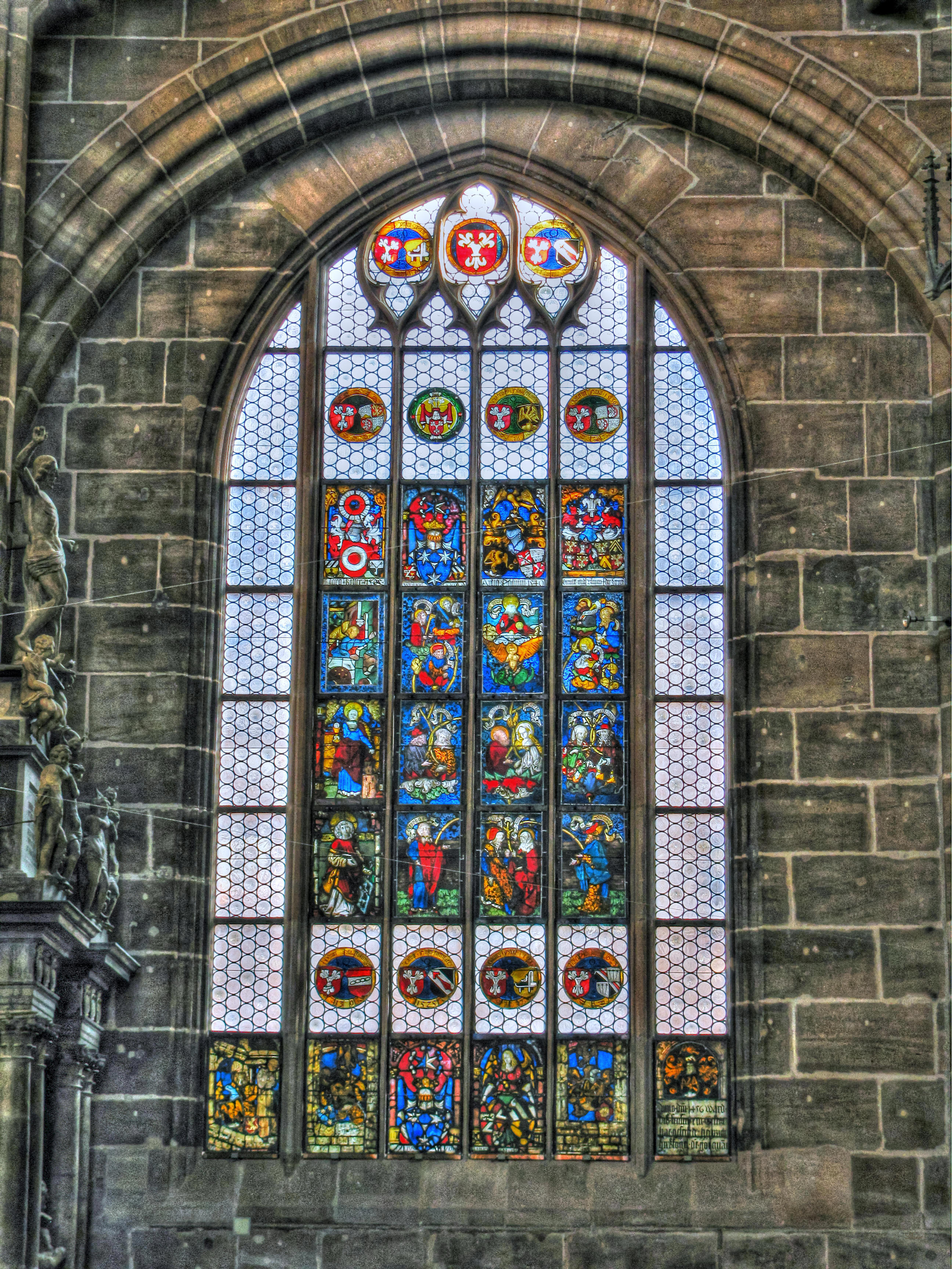
Stromer-Fenster in St. Lorenz

Die Pest, der 1406/07 allein acht in der Familienfirma tätige Stromer zum Opfer fielen (darunter Ulman I.), führte fast zum Ruin des Unternehmens. Ulmans überlebender Sohn Georg (1375–1437) eröffnete in der Folge zusammen mit seinem Schwiegervater Hans Aislinger aus Lauingen, der 1370 Nürnberger Bürger geworden und zwischen 1380 und 1407 auch Genannter im Größeren Rat der Reichsstadt war, sowie dessen Enkel Hans Ortlieb († 1459) eine eigene Gesellschaft, die Handelsgesellschaft Stromer-Ortlieb, die das Geschäftsfeld der alten Gruber-Podmer-Stromer-Gesellschaft übernahm. Die neue Firma vergab Kredite an König Sigismund. Diesen führte Georg Stromer im Herbst 1414 durch die Hadermühle, wo er das erste Papier nördlich der Alpen produzierte, weil der König für seinen Wirtschaftskrieg gegen Venedig nach alternativen Einkaufsquellen für das im Nachrichtenwesen der Zeit schon unentbehrlich gewordene Papier suchte. 1412 trat Hans Gruber († 1443) als Faktor in die Firma ein. Sigmund I. Stromer zur goldenen Rose († 1435) spielte 1424 eine wichtige Rolle bei der Rettung der Reichskleinodien für König Sigismund aus dem von den Hussiten bedrängten Ungarn. Der König übergab den Kronschatz der Reichsstadt zu treuen Händen, wo er fortan für fast 400 Jahre im Heilig-Geist-Spital aufbewahrt wurde.
Die Hussitenkriege, der Wirtschaftskrieg Sigismunds gegen Venedig, Verluste in London und Kopenhagen sowie enorme Veruntreuungen Hans Ortliebs führten um 1430 zum Konkurs der zweiten Stromergesellschaft. Ihr Erbe traten die nun selbständig gewordenen Handelsgesellschaften der Imhoff und der Gruber an.
Von dem hieraus resultierenden Bedeutungsverlust konnten sich die Stromer lange Zeit nicht wieder erholen, so dass sie im 16. und 17. Jahrhundert jeweils über längere Phasen gar nicht im regierenden „Inneren Rat“ vertreten waren. Wolf Jacob Stromer (1561–1614), Mitglied des Inneren Rats, spielte dann aber in der Zeit vor dem Dreißigjährigen Krieg eine bedeutende Rolle als Stadtbaumeister; unter anderem ließ er die Befestigungsanlagen ausbauen, Brücken errichten, die reichsstädtische Festung Lichtenau verstärken und entwarf den (ab 1616 errichteten) vierflügeligen Renaissancebau des Alten Rathauses.
Das Stromer-Fenster im Ostchor der Sebaldskirche enthält Wappendarstellungen aus verschiedenen Epochen: In der zweiten Reihe enthält es die älteren Wappendarstellungen aus dem 14. Jahrhundert, mit Ulrich II. Stromer (der 1356 das Haus „Zur Goldenen Rose“ erwarb) und seinen Kindern und Schwiegerkindern. Er verstarb im Jahr der Chorweihe 1379 und ließ diese Stiftung als Vermächtnis ausführen. Die unterste Reihe enthält Wappendarstellungen aus dem frühen 16. Jahrhundert.
Nach dem Ende der reichsstädtischen Zeit und der Übernahme Nürnbergs durch Bayern 1808 wurden die Stromer, gemeinsam mit den anderen Patrizierfamilien, 1813 als Edle in den bayerischen Adel immatrikuliert. Als eines der alten Ratsgeschlechter nach dem Tanzstatut wurden die Stromer von Reichenbach 1820 in den Freiherrenstand erhoben. Karl Otto Stromer Freiherr von Reichenbach (1831–1891) war das letzte und einzige Mitglied des Patriziats, das in der Gründerzeit während 24 Jahren (von 1867 bis 1891) einen Ersten Bürgermeister stellte.
Heute ist die Stromer'sche Kulturgut-, Denkmal- und Naturstiftung mit Erhalt und Pflege des verbliebenen Stromer- (und v. a. auch Paumgartner-) Erbes auf Schloss Grünsberg betraut, in deren Stiftungsrat noch mehrere Familienmitglieder sitzen.

## Wappen
In Rot ein gestürztes silbernes Dreieck, an den Spitzen besteckt mit halben silbernen Lilien (Lilientriangel). Auf dem Helm mit rot-silbernen Decken auf einem roten Kissen drei silberne Glevenstäbe (Stäbe mit einer oberhalben Lilie), alternativ eine Lilie.
Das Stromer'sche Wappen übernahmen die verwandten Nützel, was zu einem Wappenstreit führte, der 1380 vom Rat dahingehend entschieden wurde, dass die Nützels das gleiche Wappen führen durften. Erst 1548 wurde der Schild der Nützel zur Unterscheidung von den Stromer geviert, mit einem schwarzen Adler auf Silber. Ein ähnliches Dreieckswappen, aber mit Sternen statt Lilien und auf blauem Schild, führten die Geuder.

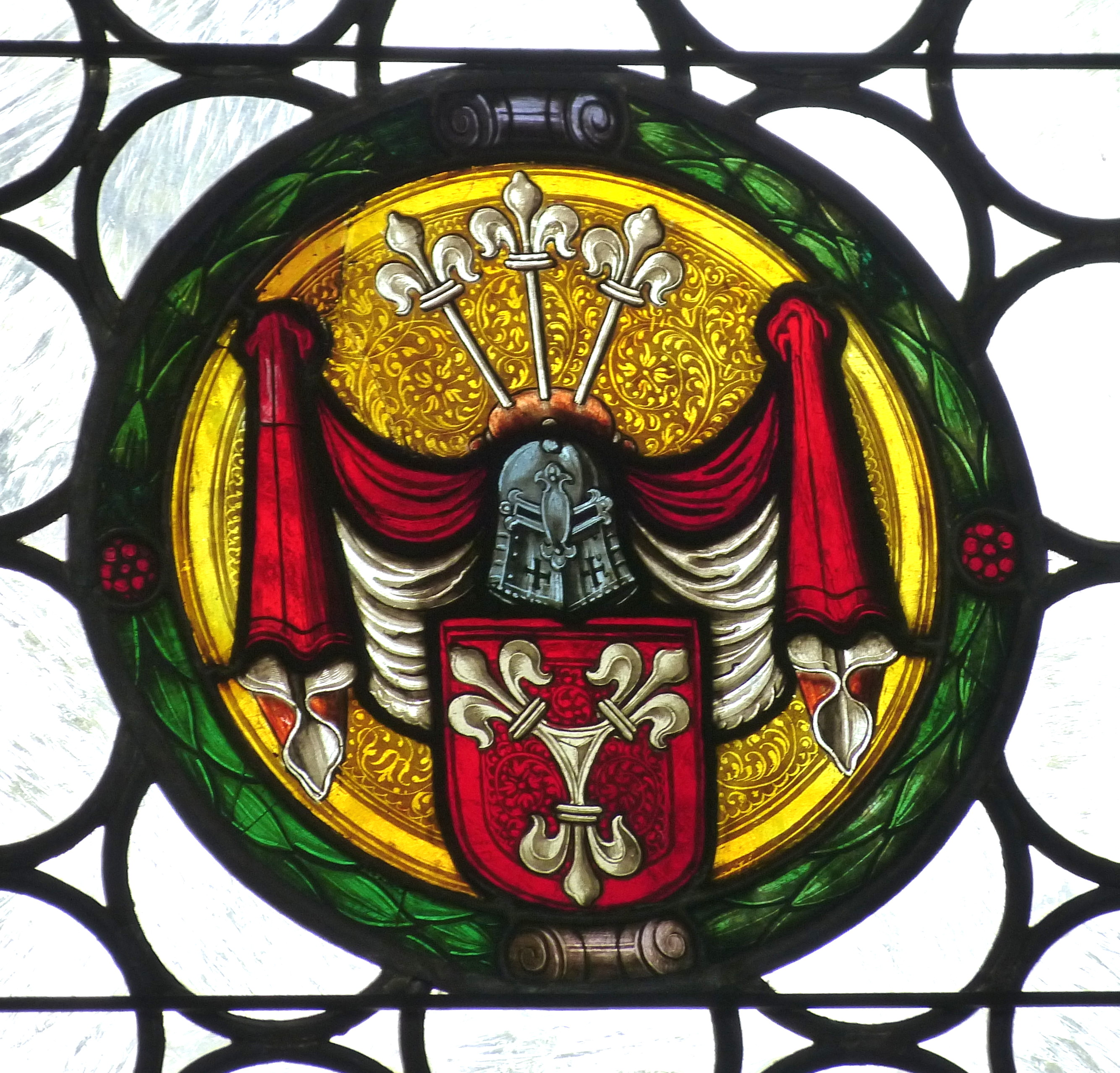
Wappenfenster in St. Lorenz
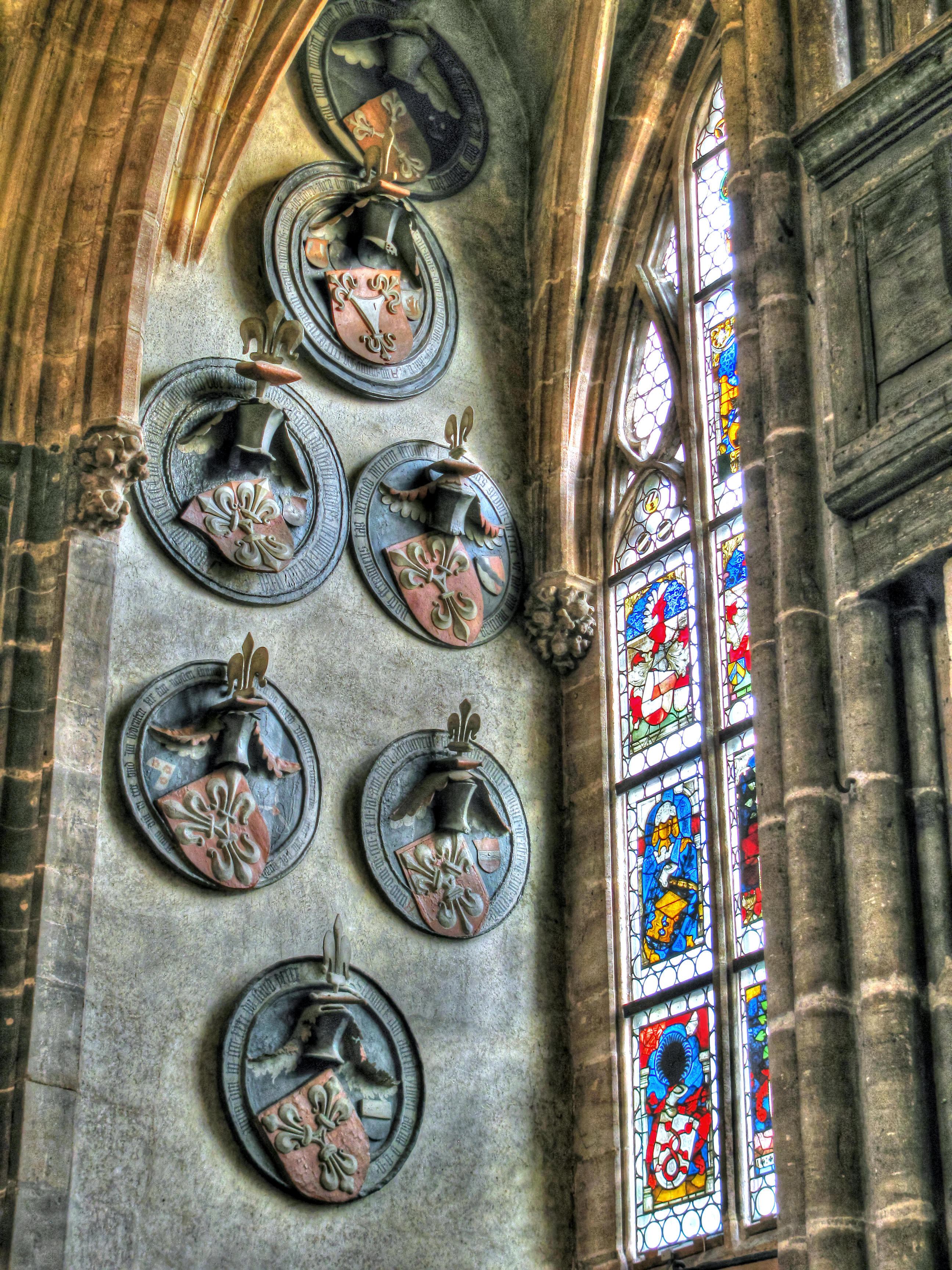
Totenschilde in der Lorenzkirche
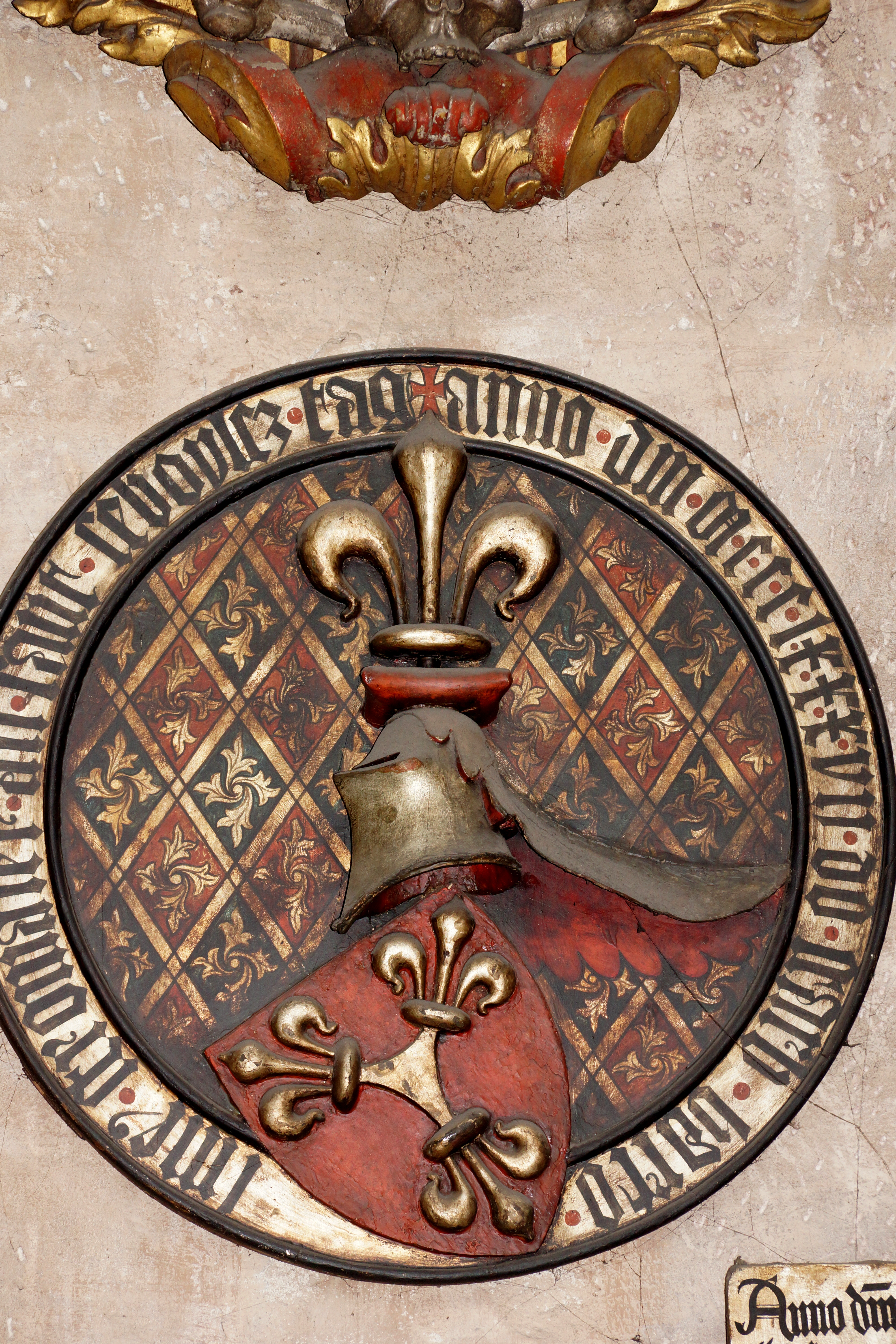
Totenschild Bartolomäus Stromer in der Sebalduskirche (1437)
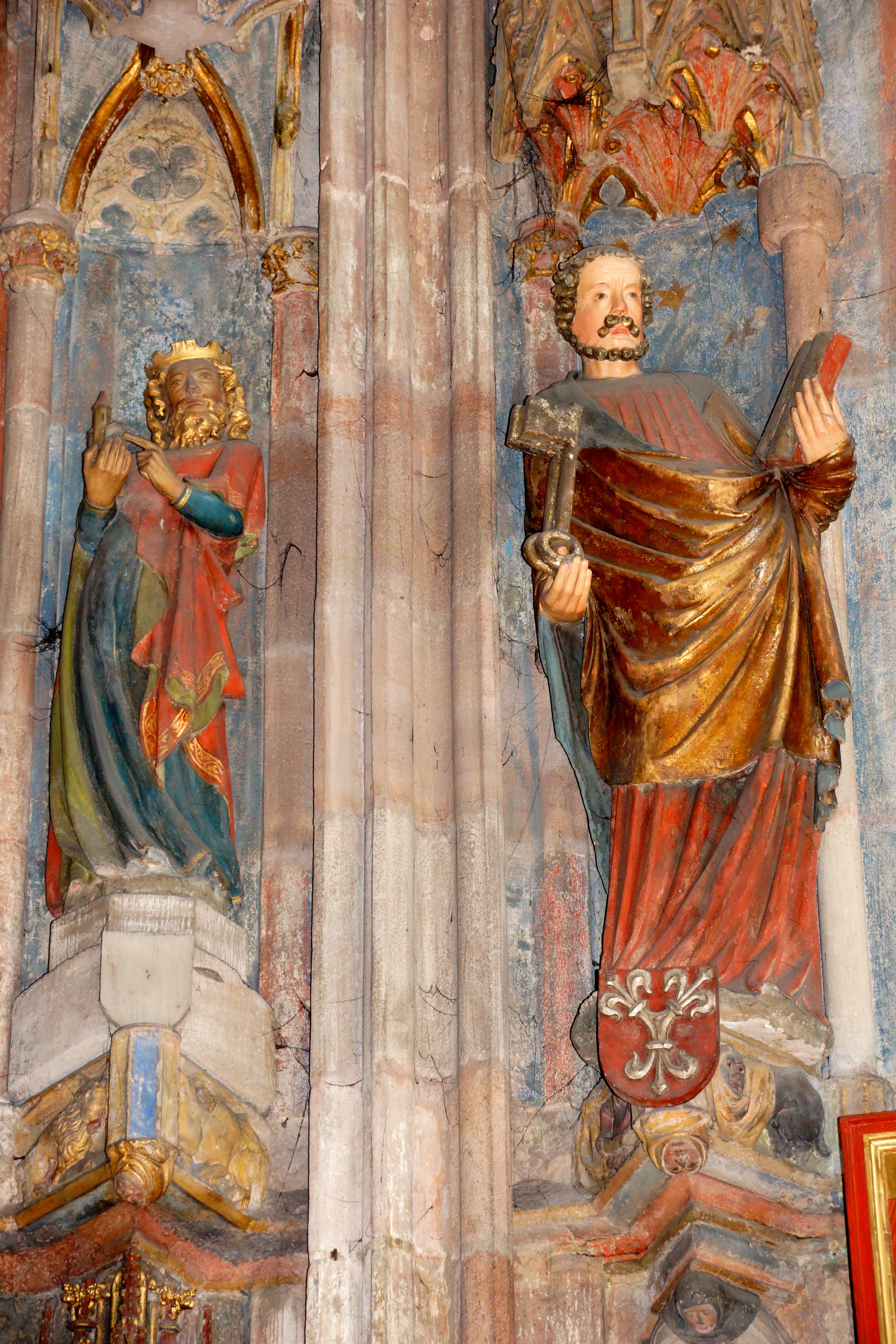
Petrus-Figur mit Stromer-Wappen, Sebalduskirche
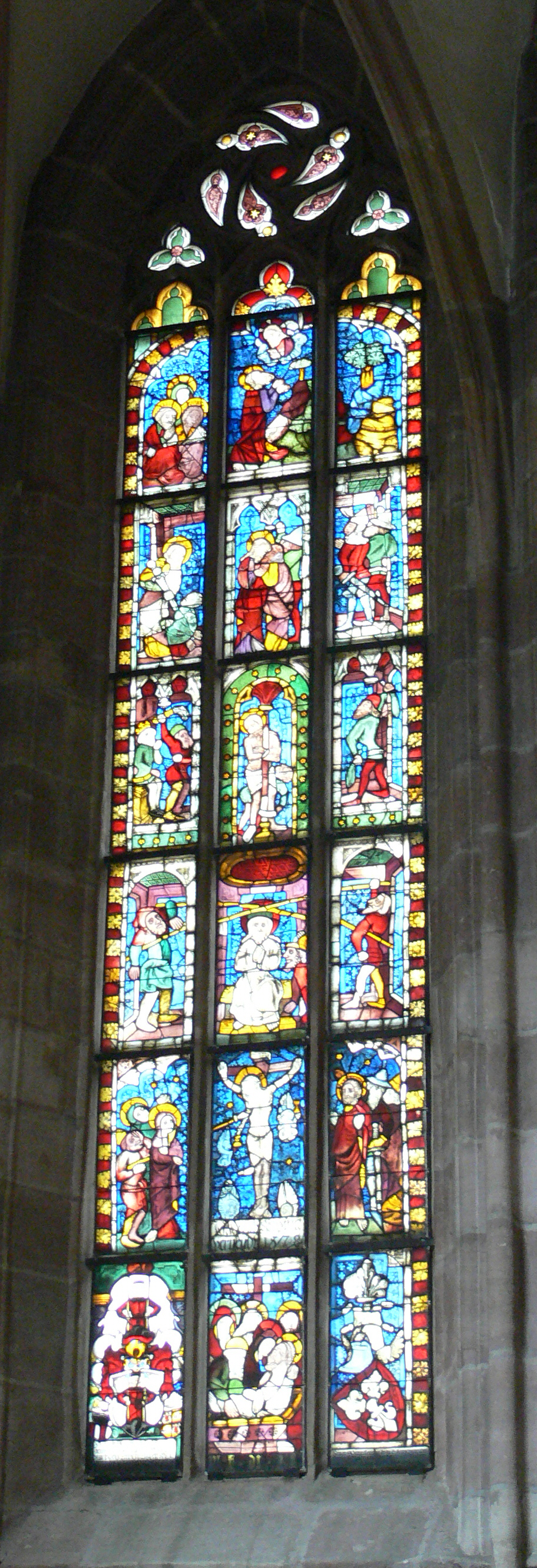
Stromer-Fenster, Martha-Kirche

## Besitzungen
In und um Nürnberg herum hatten die Stromer große Besitzungen. Ihr Nürnberger Stammhaus lag ab 1387 hinter der Lorenzkirche an der Ecke Lorenzer Platz/Totengäßchen (heute: Areal der Stadtsparkasse), das sie 1795 verkauften.

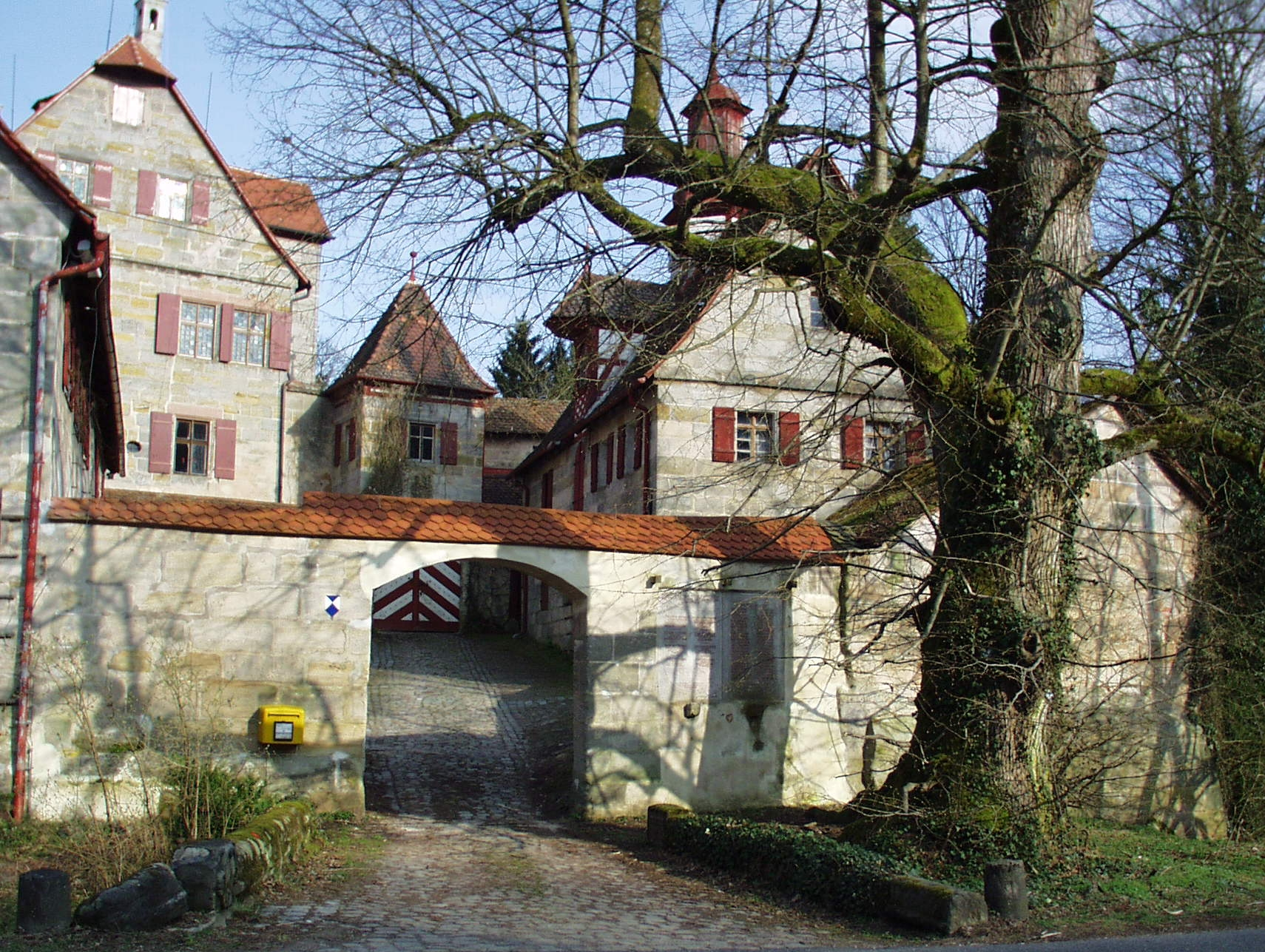
Schloss Grünsberg

Bis heute sind sie als Stiftungs-Administratoren an der Verwaltung folgender Besitzungen von patrizischen „Vorschickungen“ beteiligt:
- Schloss Grünsberg, seit 1766 im Besitz der Stromer, als Erben der Haller und Paumgartner
- Grundstücke des ehem. Stromerschen Herrensitzes in Almoshof

Als Verwalter der Tetzelschen Familienstiftung:
- das Tetzelschloss in Kirchensittenbach (verwaltet zunächst im Wechsel durch die Pfinzing († 1764), Behaim († 1942) und Volckamer, seit 1942 durch letztere gemeinsam mit den Stromer)[8]

Weiterhin besaßen sie:
- 1310–1336 ca. das Zeltnerschloß in Gleißhammer
- 13??–1391 den Bergfried (späteres Burgfriedschlösschen) in Nürnberg-Sündersbühl
- 1354–1576 ca. den Herrensitz und Besitzungen in Mausgesees (Lkr. Erlangen-Höchstadt)
- 1356–1506 das Haus zur goldenen Rose (Theresienstraße 7, der spätere Welserhof)
- 1368–1479 Prächtiges Geschäfts- und Wohnhaus unmittelbar nördlich der Frauenkirche (Hauptmarkt 16 / Obstgasse 2, Verkaufspreis 1479: 5500 Gulden)
- 1370–1411 Landgut mit Schloss Harrlach bei Allersberg[9]
- 1391–1463 die Hadermühle (eine Papiermühle)
- 1412–1414 Kalbensteinberg[10]
- 1448–1454 ca. das Hallerweiherhaus (1944 zerstört, heute: Gelände der Bundesagentur für Arbeit)
- 1453–1491 die Unterbürg in Laufamholz
- 1559–1943 den Stromerschen Herrensitz in Almoshof, Almoshofer Hauptstraße 84 (ab 1586, 1943 zerstört, die Grundstücke noch im Besitz der Familie)[11]
- 1747–???? Grundherrschaft in Fischbach bei Nürnberg
- 1750–1853 Schloss Holnstein (Lkr. Amberg-Sulzbach)[12]
- 1880–1891 das Waldstromerschlösschen in Reichelsdorf

## Bekannte Familienmitglieder

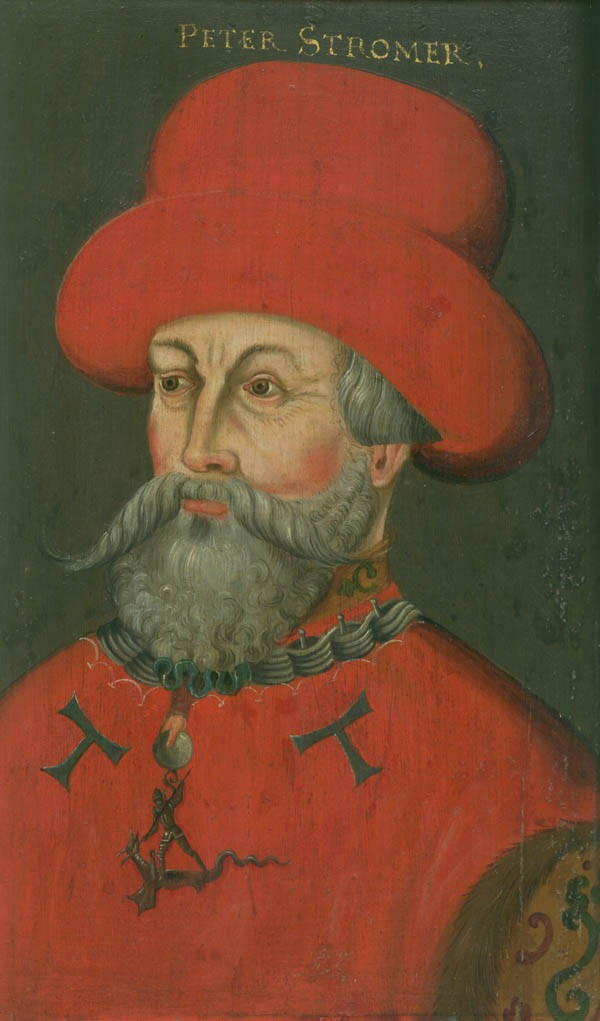
Peter I. Stromer († 1388), Rats- und Handelsherr

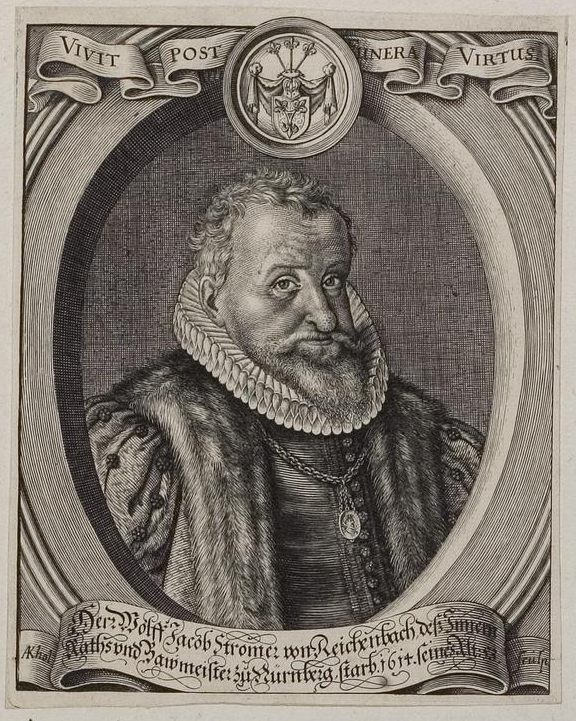
Wolf Jacob I. Stromer von Reichenbach (1561–1614), Stadtbaumeister

- Konrad III. Stromer vor den Predigern (1303–1383), der „lange Stromer“, Baumeister des Schuldturmes in Nürnberg (1323)
- Ulrich I. „Hasto“ Stromer vom Zotenberg/ bei unser Frauen († 1385), Bankier und Kaufmann, Aufruhrrat 1348/49, Aushandlung der verhängnisvollen Markturkunde Karls IV. in Prag, die ca. 500 Juden das Leben kostete, enge Verbindung zur Frauenkirche
- Ulrich II. Stromer zur goldenen Rose († 1379), Handelsherr, 1. Oberster Hauptmann, Erwerb des Hauses zur Goldenen Rose (Theresienstr. 7), Pfleger des Egidienklosters, Gastgeber Herzog Rudolfs IV., Fensterstiftung im Ostchor der Sebalduskirche.
- Peter I. Stromer († 1388), Rats- und Handelsherr, Erfinder der Nadelwaldsaat
- Ulman I. Stromer (1329–1407), Rats- und Handelsherr, Montanunternehmer, Verfasser des Püchel von meim geslecht und von abentewr und Gründer der ersten Papiermühle nördlich der Alpen (Hadermühle), Erwerb eines prächtigen Anwesens am Hauptmarkt, Beteiligung an der Judenschuldentilgung und am Sturz König Wenzels.
- Sigmund I. Stromer zur goldenen Rose († 1435), spielte eine wichtige Rolle bei der Rettung der Reichskleinodien aus Ungarn (1424), Vertrauter von Kaiser Sigismund
- Hans IV. Stromer (1517–1592), Nürnberger Stadtrichter, der sogenannte Bratwurst-Stromer, ab 1559 wegen Geheimnisverrats und unflätiger Reden (nach anderen Quellen wegen Tötung eines fremden Edelmanns) lebenslänglich im Turm Luginsland und im Schuldturm inhaftiert; seinem Wunsch, ihm jeden Tag zwei Bratwürste zu liefern, wurde entsprochen. Nach 38 Jahren stürzte er sich vom Turm in den Tod.[13]
- Wolf Jacob I. Stromer von Reichenbach (1561–1614), Stadtbaumeister von Nürnberg (von 1589 bis 1614): Leitung des Baues der Fleischbrücke, Festung Lichtenau, Fertigstellung der Stadtbefestigung
- Wolf Albrecht Stromer von Reichenbach (1626–1702), Verfasser von Die edle Gartenwissenschaft (1671)[14] und einer Reisebeschreibung Deutschlands (1676)
- Christoph Friedrich I. Stromer (1712–1794), Vorderster Losunger (1764–1794, längste Amtsperiode überhaupt!) und Reichsschultheiß, Geisel des preußischen Generalmajors Friedrich Ludwig von Kleist (1762).
- Christoph Wilhelm Friedrich Stromer von Reichenbach (1737–1805), Assessor am Stadt- und Ehegericht, Initiator des Selekt des Nürnberger Patriziats
- Freiherr Karl Otto Stromer von Reichenbach (1831–1891), Erster Bürgermeister der Stadt Nürnberg (1867–1891)
- Ernst Freiherr Stromer von Reichenbach (1871–1952), deutscher Paläontologe und Saurierforscher
- Friedrich Stromer von Reichenbach (1867–1940), Geschichtsphilosoph
- Wolfgang Freiherr Stromer von Reichenbach (1922–1999), Professor für Wirtschafts-, Sozial- und Technikgeschichte

## Stiftungen
- Skulptur des Hl. Wenzel in der Nürnberger Frauenkirche
- Stromer-Fenster in der Nürnberger Sebalduskirche um 1379
- Stromer-Fenster in der Nürnberger Lorenzkirche um 1500 weitgehend neu verglast, unter Beibehaltung der unteren Wappenreihe aus dem ursprünglichen Fenster der Familie Hirschvogel
- Epitaph des Paulus Stromer, Lorenzkirche
- Stromer-Fenster in der Marthakirche[15]
- Epitaph des Hans Stromer aus der Nürnberger Dominikanerkirche, heute Germanisches Nationalmuseum

## Filme
- Pfefferwette und Safranschau, Gewürzspekulationen im Mittelalter, BR 1997, Ein Film von Bernhard Graf, mit Statements von Wolfgang Stromer von Reichenbach